# Joachim-Fritz Schultze-Bansen
Joachim-Fritz Schultze-Bansen (bis ca. 1985 Joachim-Fritz Schultze) (* 1926 in Berlin; † 2005 ebenda) war ein deutscher Bildhauer.

## Leben und Werk
Schultze-Bansen versuchte von 1948 an einen Studienplatz zu erhalten und studierte in den Jahren 1950 bis 1951 an der Hochschule für Angewandte Kunst in Berlin-Weißensee und Bildhauerei von 1951 bis 1958 an der Hochschule der Künste Berlin. Die Jahre von 1954 bis 1955 verbrachte er in der Türkei. Die namenlose Plastik aus Bronze von 1957 wurde als erste Nachkriegsskulptur vor der Georg-Ramin-Siedlung aufgestellt und sorgte damals in Spandau-Stadt für kontroverse Diskussionen über Moderne Kunst.
Ab dem Jahre 1959 ließ er sich als Bildhauer in Berlin nieder.

## Bildhauersymposien
Die nach dem Vorbild von Karl Prantl in Österreich begonnenen internationalen Bildhauersymposien von 1959 und 1960 beabsichtigten die deutschen Bildhauer Schultze-Bansen, Erich Reischke und Herbert Baumann (alle Mitglied in Verein Symposion Europäischer Bildhauer), darin unterstützt von den Professoren Karl Hartung und Alexander Gonda, ein Bildhauersymposium in Deutschland zu organisieren. Mit ihm und weiteren Bildhauern fand das erste bundesdeutsche Symposion im Jahre 1961, das Bildhauersymposion Kaisersteinbruch in Gaubüttelbrunn statt, einem kleinen Ort bei Kirchheim in Unterfranken.
Ende Oktober 1961 beschlossen die Teilnehmer des Gaubüttelbrunner Symposions, als Protestzeichen gegen den Bau der Berliner Mauer, ein Symposion in Berlin zu veranstalten: Das Symposion europäischer Bildhauer 1961–1963, das so genannte Mauersymposion. Während dieses Symposiums schuf Schultze-Bansen zwei Steinskulpturen.
Von 1964 bis 1965 war Schultze-Bansen Gastdozent an der Hochschule der Künste Berlin.

## Werke (Auswahl)
- 1960: Ohne Titel (Stein), Symposion Europäischer Bildhauer in Sankt Margarethen im Burgenland
- 1961: Steinskulptur aus Kirchheimer Muschelkalk, Bildhauersymposion Kaisersteinbruch, Gaubüttelbrunn
- 1961/63: Steinskulptur, Platz der Republik Symposion europäischer Bildhauer 1961–1963
- 1961/63: Steinskulptur, Platz der Republik, Symposion europäischer Bildhauer 1961–1963
- 1970: Gedenkstein, Lidice ist die Steinplastik von 1960 Bildhauersymposion St. Margarethen
- 1988/89: Steinskulptur, Kulturforum Berlin, Internationales Symposion E88 (seit 2018 in Linde[1])

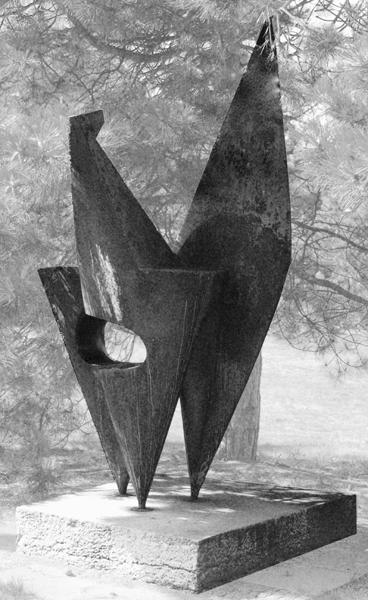
Ohne Titel (1957)
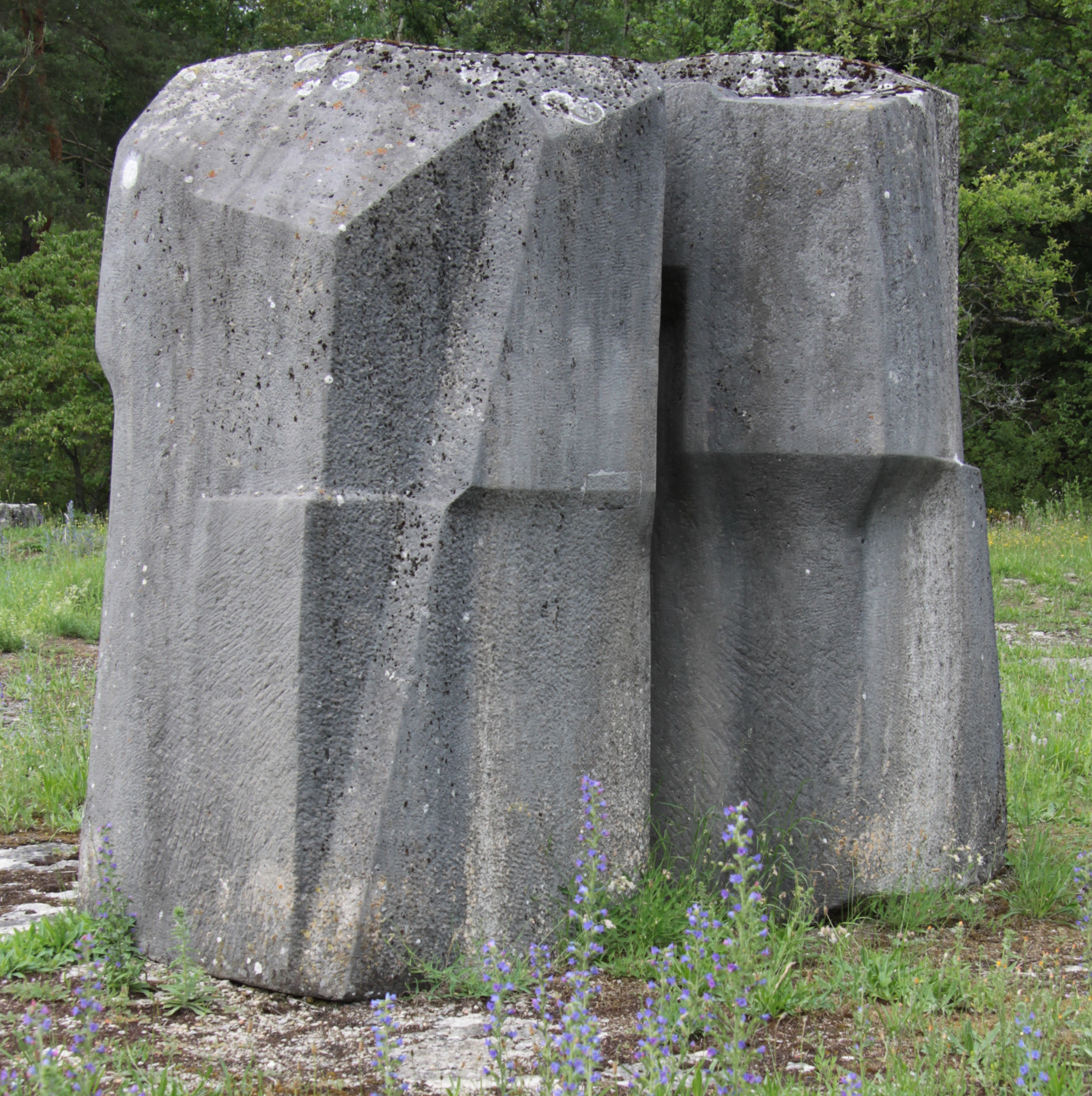
(1961), Gaubüttelbrunn
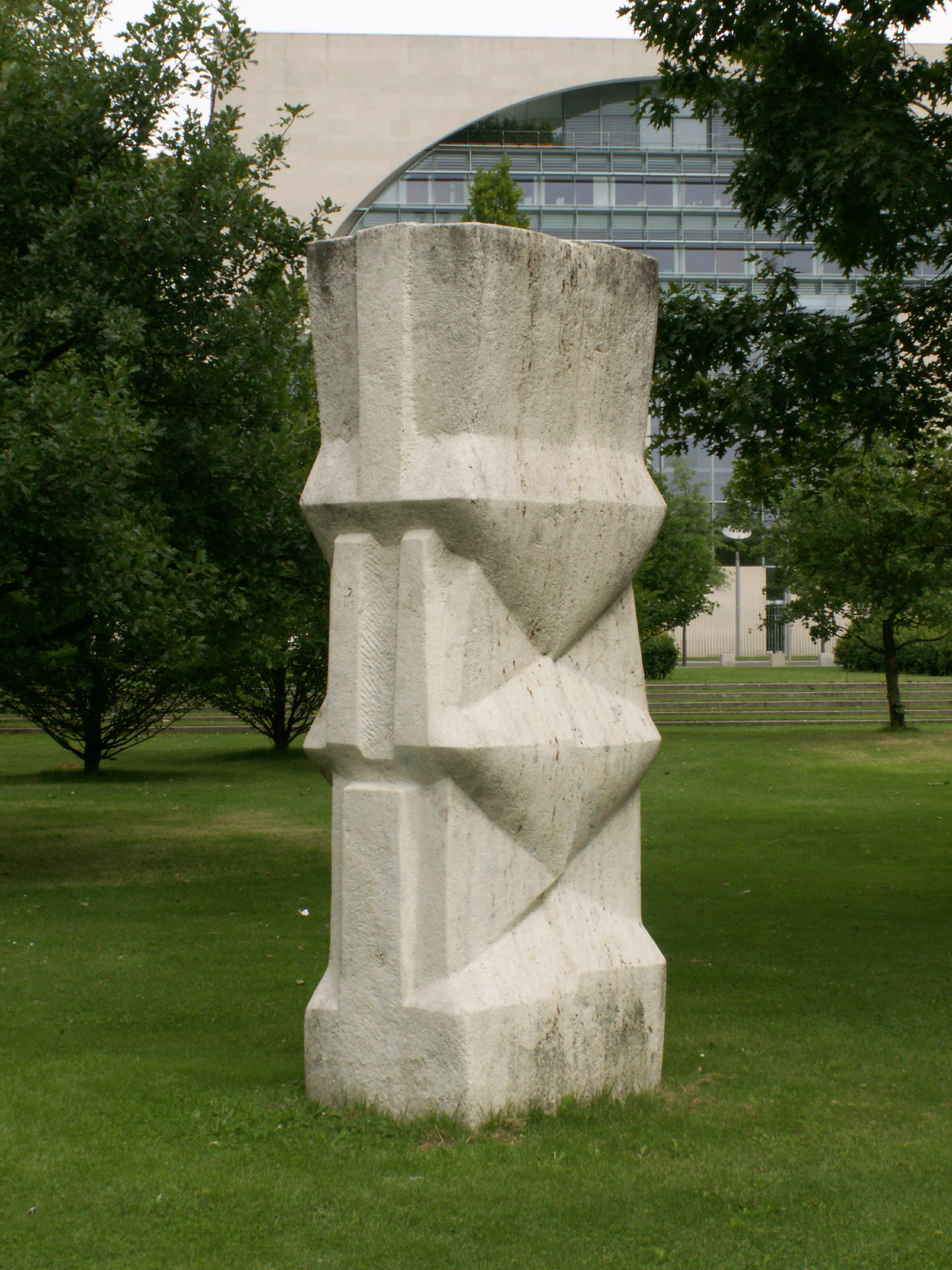
(1961/63)
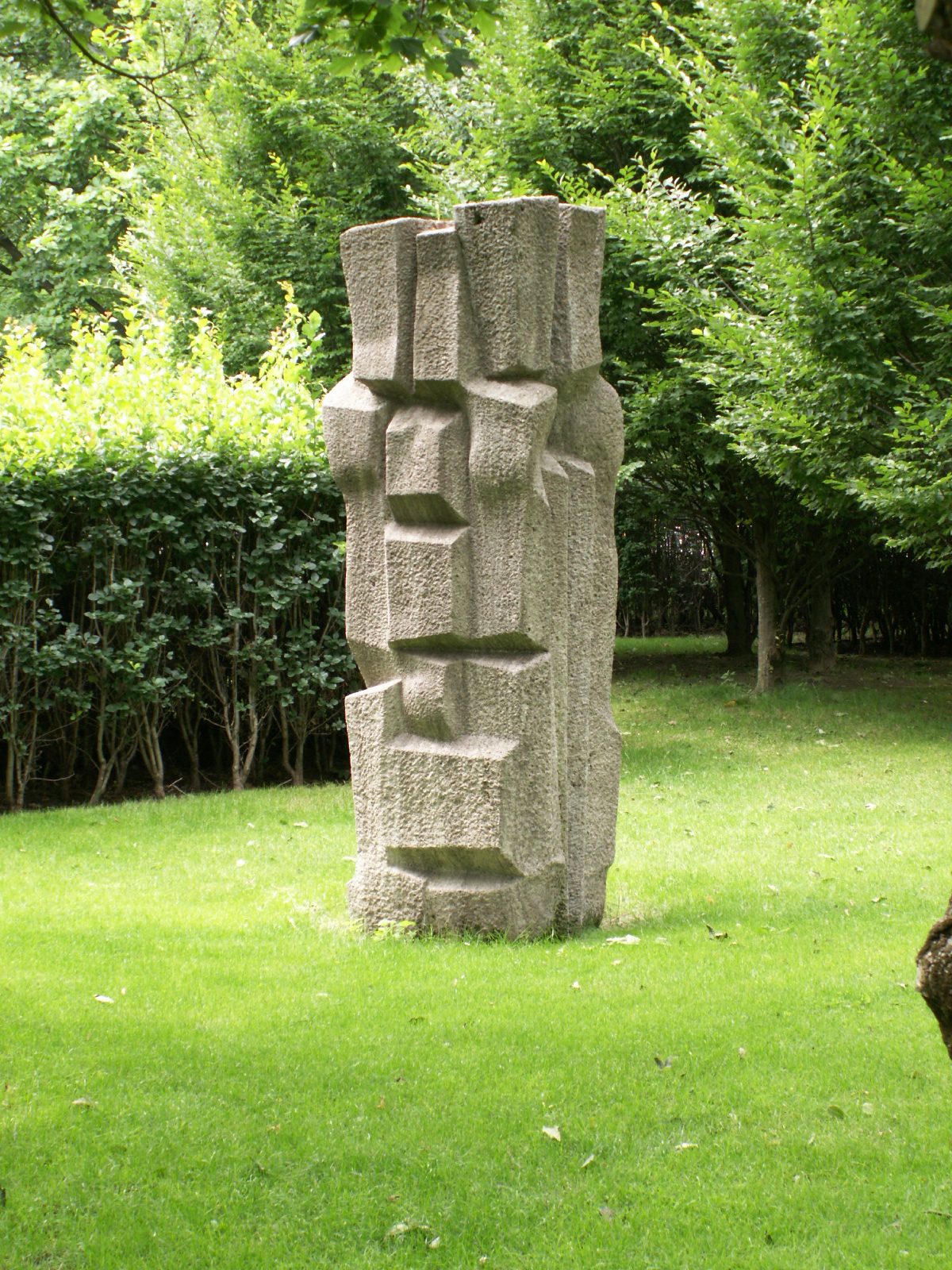
(1961/63)